# Schrecksbach
Schrecksbach ist eine Gemeinde im nordhessischen Schwalm-Eder-Kreis.

## Geografie

### Geografische Lage
Schrecksbach liegt im südlichen Teil des Schwalm-Eder-Kreises an der Grenze zum Vogelsbergkreis. Die Ortschaft befindet sich im Tal des Flusses Schwalm im Kulturraum Schwalm und Naturraum Schwalm. Zwischen den Dörfern Röllshausen, Holzburg und Merzhausen befindet sich auf dem Gebiet der Gemeinde Willingshausen das Naturdenkmal Wippchensteine.

### Nachbargemeinden
Schrecksbach grenzt im Norden an die Stadt Neukirchen, im Osten an die Gemeinde Ottrau (beide im Schwalm-Eder-Kreis), im Süden an die Stadt Alsfeld (Vogelsbergkreis), sowie im Westen an die Gemeinde Willingshausen.

### Gemeindegliederung
Zu der Großgemeinde gehören folgende Ortsteile:
| - Holzburg - Röllshausen mit Hof Röllhausen | - Salmshausen - Schönberg | - Schrecksbach - Trockenbach |

## Geschichte

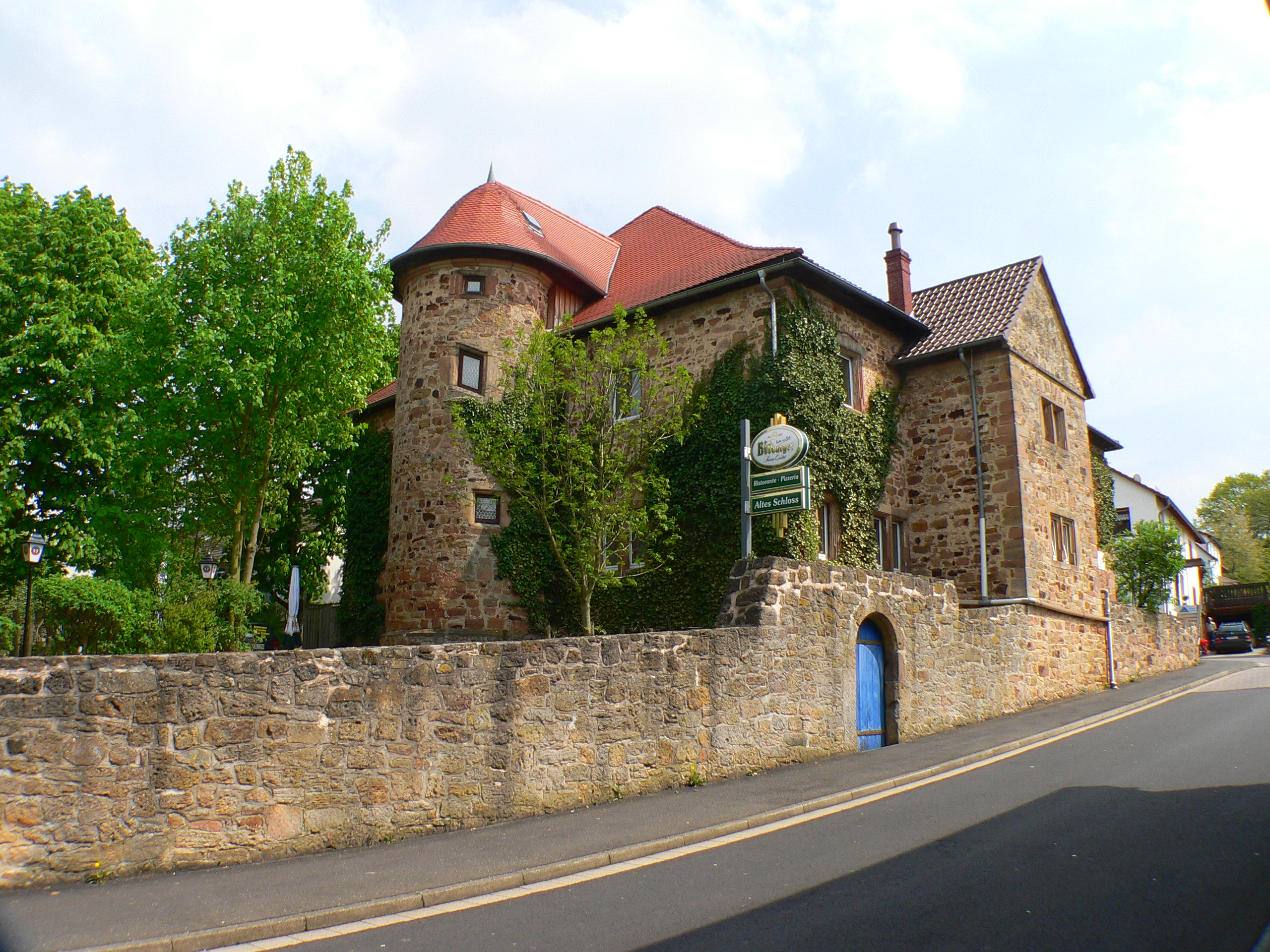
Altes Burghaus

### Ortsgeschichte
Im Jahre 1140 ging der zu diesem Zeitpunkt erstmals urkundlich erwähnte Ort Schrecksbach in den Besitz des Klosters Fulda über. Im 14. Jahrhundert wurde im Ort ein fuldischer Zehnthof eingerichtet; dort residierte ein Decimator, der die Güter bewirtschaftete und eine Vorratshaltung für durchreisende höhere Bedienstete betrieb. Zwischen 1307 und 1447 fiel der Ort schrittweise an die Grafen von Ziegenhain, die ihre Stellung als Vögte der Abtei Fulda erfolgreich zur Erweiterung ihres eigenen Besitzes nutzten. Nach dem Erlöschen des Ziegenhainer Grafengeschlechts im Jahre 1450 mit Johann II. fiel die gesamte Grafschaft an Landgraf Ludwig I. von Hessen.
Im Jahr 1526 wurde Schrecksbach mit der Einführung der Reformation in der Landgrafschaft Hessen protestantisch. Als erster lutherischer Pfarrer nahm 1568 Diedrich Helm (in anderer Schreibweise auch Hell) seine Arbeit auf. Da Schrecksbach bei der Teilung der Landgrafschaft Hessen im Jahre 1567 südlicher Grenzort der Landgrafschaft Hessen-Kassel gegenüber der Landgrafschaft Hessen-Marburg geworden war, wurde der Ort in den Folgejahren durch Verteidigungsanlagen und durch unterirdische Gänge miteinander verbundene burgartige Adelssitze befestigt. Als Lehnsmannen der Landgrafen von Hessen-Kassel hatten verschiedene Adelsgeschlechter Burgsitze, befestigte Häuser, im Ort und die damit verbundene Verpflichtung, den Ort militärisch zu schützen. Von den einst sechs bekannten Burgsitzen im Ort – Altes Burghaus, Hattenbachscher Burgsitz, Schleierscher Burgsitz, Schwertzellscher Burgsitz sowie je ein weiterer derer von Langenstein und von Hattenbach – sind heute nur noch zwei in Teilen erhalten, das von den Herren von Langenstein genannt Gonzenrod erbaute Alte Burghaus (heute als Restaurant genutzt) und der Schwerzellsche Burgsitz (Mauerreste heute in das Gemeindezentrum integriert).
Im Dreißigjährigen Krieg wurde Schrecksbach am Weihnachtstag 1635 von kroatische Reitern geplündert und weitgehend niedergebrannt. Eine Anzahl der Einwohner soll sich in die Gänge zwischen den Kellern zweier Burgsitze gerettet haben, andere flohen in die Gruft unter der Kirche, heißt es in alten Überlieferungen. Ein zweites Mal wurde das Ortsgebiet am 14. November 1640, am Tage vor dem Gefecht am Riebelsdorfer Berg, heimgesucht, als kaiserliche Truppen des Generals Hans Rudolf von Breda die Siedlungen der Umgebung niederbrannten.
Das Tunnelsystem, wenn es ein solches gab, ist seit Generationen nicht mehr begehbar, aber im Keller des Alten Burghauses sind noch immer die Eingänge von mindestens drei Gängen (oder weiteren Kellergewölben) sichtbar, eingefasst mit schweren Sandsteinblöcken und ausgemauert mit Feldsteinen.
Der Name des Ortsteils Holzburg deutet ebenfalls auf eine ehemalige Burganlage hin. Auch auf dem Burgküppel zwischen Schrecksbach und Röllshausen befand sich einst eine kleine Turmhügelburg, von der heute noch Wall und Graben zu sehen sind.
Mit der Annexion Kurhessens 1866 fiel Schrecksbach an Preußen. In den 1920er und 1930er Jahren wurde der Ort modernisiert. Eine Kanalisation wurde geschaffen, die Straßen verbessert und 1938/39 eine Wasserleitung eingerichtet. Nach 1945 kamen ca. 200 heimatvertriebene Sudetendeutsche in den Ort.
Hessische Gebietsreform (1970–1977)
Zum 31. Dezember 1971 fusionierten im Zuge der Gebietsreform in Hessen die bis dahin selbständigen Gemeinden Holzburg und Schrecksbach freiwillig zur erweiterten Gemeinde Schrecksbach. Der Sitz der Gemeindeverwaltung ist Schrecksbach. Am 1. Januar 1974 kamen Röllshausen und Salmshausen kraft Landesgesetz hinzu. Für alle eingegliederten Gemeinden wurde je ein Ortsbezirk mit Ortsbeirat und Ortsvorsteher nach der Hessischen Gemeindeordnung eingerichtet.

### Verwaltungsgeschichte im Überblick
Die folgende Liste zeigt die Staaten und Verwaltungseinheiten, denen Schrecksbach angehört(e):
- vor 1450: Heiliges Römisches Reich, Grafschaft Ziegenhain
- ab 1450: Heiliges Römisches Reich, Landgrafschaft Hessen, Amt Neukirchen
- ab 1567: Heiliges Römisches Reich, Landgrafschaft Hessen-Marburg, Amt Neukirchen
- ab 1604: Heiliges Römisches Reich, Landgrafschaft Hessen-Kassel, Amt Neukirchen
- ab 1806: Landgrafschaft Hessen-Kassel, Amt Neukirchen
- 1807–1813: Königreich Westphalen, Departement der Werra, Distrikt Marburg, Kanton Neukirchen
- ab 1815: Kurfürstentum Hessen, Amt Neukirchen[12]
- ab 1821/22: Kurfürstentum Hessen, Provinz Oberhessen, Kreis Ziegenhain[13][Anm. 2]
- ab 1848: Kurfürstentum Hessen, Bezirk Fritzlar
- ab 1851: Kurfürstentum Hessen, Provinz Oberhessen, Kreis Ziegenhain
- ab 1867: Königreich Preußen, Provinz Hessen-Nassau, Regierungsbezirk Kassel, Kreis Ziegenhain
- ab 1871: Deutsches Reich,  Königreich Preußen, Provinz Hessen-Nassau, Regierungsbezirk Kassel, Kreis Ziegenhain
- ab 1918: Deutsches Reich, Freistaat Preußen, Provinz Hessen-Nassau, Regierungsbezirk Kassel, Kreis Ziegenhain
- ab 1944: Deutsches Reich, Freistaat Preußen, Provinz Kurhessen, Landkreis Ziegenhain
- ab 1945: Deutsches Reich, Amerikanische Besatzungszone, Groß-Hessen, Regierungsbezirk Kassel, Landkreis Ziegenhain
- ab 1946: Deutsches Reich, Amerikanische Besatzungszone, Hessen, Regierungsbezirk Kassel, Landkreis Ziegenhain
- ab 1949: Bundesrepublik Deutschland, Hessen, Regierungsbezirk Kassel, Landkreis Ziegenhain
- ab 1974: Bundesrepublik Deutschland, Hessen, Regierungsbezirk Kassel, Schwalm-Eder-Kreis

## Bevölkerung

### Einwohnerstruktur 2011
Nach den Erhebungen des Zensus 2011 lebten am Stichtag, dem 9. Mai 2011, in Schrecksbach 3262 Einwohner. Darunter waren 16 (0,5 %) Ausländer, von denen 10 aus dem EU-Ausland, 3 aus anderen europäischen Ländern und 3 aus anderen Staaten kamen. (Bis zum Jahr 2019 erhöhte sich die Ausländerquote auf 2,2 %.) Nach dem Lebensalter waren 552 Einwohner unter 18 Jahren, 1299 zwischen 18 und 49, 720 zwischen 50 und 64 und 693 Einwohner waren älter. Die Einwohner lebten in 1290 Haushalten. Davon waren 291 Singlehaushalte, 336 Paare ohne Kinder und 534 Paare mit Kindern, sowie 117 Alleinerziehende und 15 Wohngemeinschaften. In 231 Haushalten lebten ausschließlich Senioren und in 634 Haushaltungen lebten keine Senioren.

### Einwohnerentwicklung
| Quelle: Historisches Ortslexikon |                                                                                 |
| • 1502:                          | 15 Männer                                                                       |
| • 1585:                          | 73 Hausgesesse                                                                  |
| • 1639:                          | 29 verehelichte Mannspersonen, 2 Witwer, 10 Witwen, 17 wüst liegende Hofstätten |
| • 1681:                          | 45 Hausgesesse, 5 Ausschuss, ein Junggeselle                                    |
| • 1747:                          | 71 Feuerstellen.                                                                |

| Schrecksbach: Einwohnerzahlen von 1834 bis 2021 | Schrecksbach: Einwohnerzahlen von 1834 bis 2021 | Schrecksbach: Einwohnerzahlen von 1834 bis 2021 | Schrecksbach: Einwohnerzahlen von 1834 bis 2021 | Schrecksbach: Einwohnerzahlen von 1834 bis 2021 |
| --- | ----------------------------------------------- | ----------------------------------------------- | ----------------------------------------------- | ----------------------------------------------- |
| Jahr |                                                 |                                                 |                                                 | Einwohner                                       |
| 1834 | 1834                                            |                                                 | 714                                             | 714                                             |
| 1840 | 1840                                            |                                                 | 733                                             | 733                                             |
| 1846 | 1846                                            |                                                 | 772                                             | 772                                             |
| 1852 | 1852                                            |                                                 | 724                                             | 724                                             |
| 1858 | 1858                                            |                                                 | 699                                             | 699                                             |
| 1864 | 1864                                            |                                                 | 741                                             | 741                                             |
| 1871 | 1871                                            |                                                 | 729                                             | 729                                             |
| 1875 | 1875                                            |                                                 | 731                                             | 731                                             |
| 1885 | 1885                                            |                                                 | 798                                             | 798                                             |
| 1895 | 1895                                            |                                                 | 822                                             | 822                                             |
| 1905 | 1905                                            |                                                 | 915                                             | 915                                             |
| 1910 | 1910                                            |                                                 | 912                                             | 912                                             |
| 1925 | 1925                                            |                                                 | 1.020                                           | 1.020                                           |
| 1939 | 1939                                            |                                                 | 1.133                                           | 1.133                                           |
| 1946 | 1946                                            |                                                 | 1.611                                           | 1.611                                           |
| 1950 | 1950                                            |                                                 | 1.585                                           | 1.585                                           |
| 1956 | 1956                                            |                                                 | 1.428                                           | 1.428                                           |
| 1961 | 1961                                            |                                                 | 1.382                                           | 1.382                                           |
| 1967 | 1967                                            |                                                 | 1.442                                           | 1.442                                           |
| 1973 | 1973                                            |                                                 | 3.253                                           | 3.253                                           |
| 1975 | 1975                                            |                                                 | 3.212                                           | 3.212                                           |
| 1980 | 1980                                            |                                                 | 3.120                                           | 3.120                                           |
| 1985 | 1985                                            |                                                 | 3.098                                           | 3.098                                           |
| 1990 | 1990                                            |                                                 | 3.265                                           | 3.265                                           |
| 1995 | 1995                                            |                                                 | 3.380                                           | 3.380                                           |
| 2000 | 2000                                            |                                                 | 3.353                                           | 3.353                                           |
| 2005 | 2005                                            |                                                 | 3.354                                           | 3.354                                           |
| 2010 | 2010                                            |                                                 | 3.234                                           | 3.234                                           |
| 2011 | 2011                                            |                                                 | 3.262                                           | 3.262                                           |
| 2015 | 2015                                            |                                                 | 3.104                                           | 3.104                                           |
| 2021 | 2021                                            |                                                 | 2.949                                           | 2.949                                           |
| Datenquelle: Historisches Gemeindeverzeichnis für Hessen: Die Bevölkerung der Gemeinden 1834 bis 1967. Wiesbaden: Hessisches Statistisches Landesamt, 1968. Weitere Quellen: LAGIS; Hessisches Statistisches Informationssystem; Zensus 2011 Ab 1972 einschließlich der im Zuge der Gebietsreform in Hessen eingegliederten Orte. |                                                 |                                                 |                                                 |                                                 |

### Historische Erwerbstätigkeit
| Quelle: Historisches Ortslexikon | |
| • 1838:                          | Familien: 50 Ackerbau, 35 Gewerbe, 60 Tagelöhner                                                                                     |
| • 1961:                          | Erwerbspersonen: 277 Land- und Forstwirtschaft, 312 produzierendes Gewerbe, 49 Handel und Verkehr, 52 Dienstleistungen und Sonstiges |

## Religion

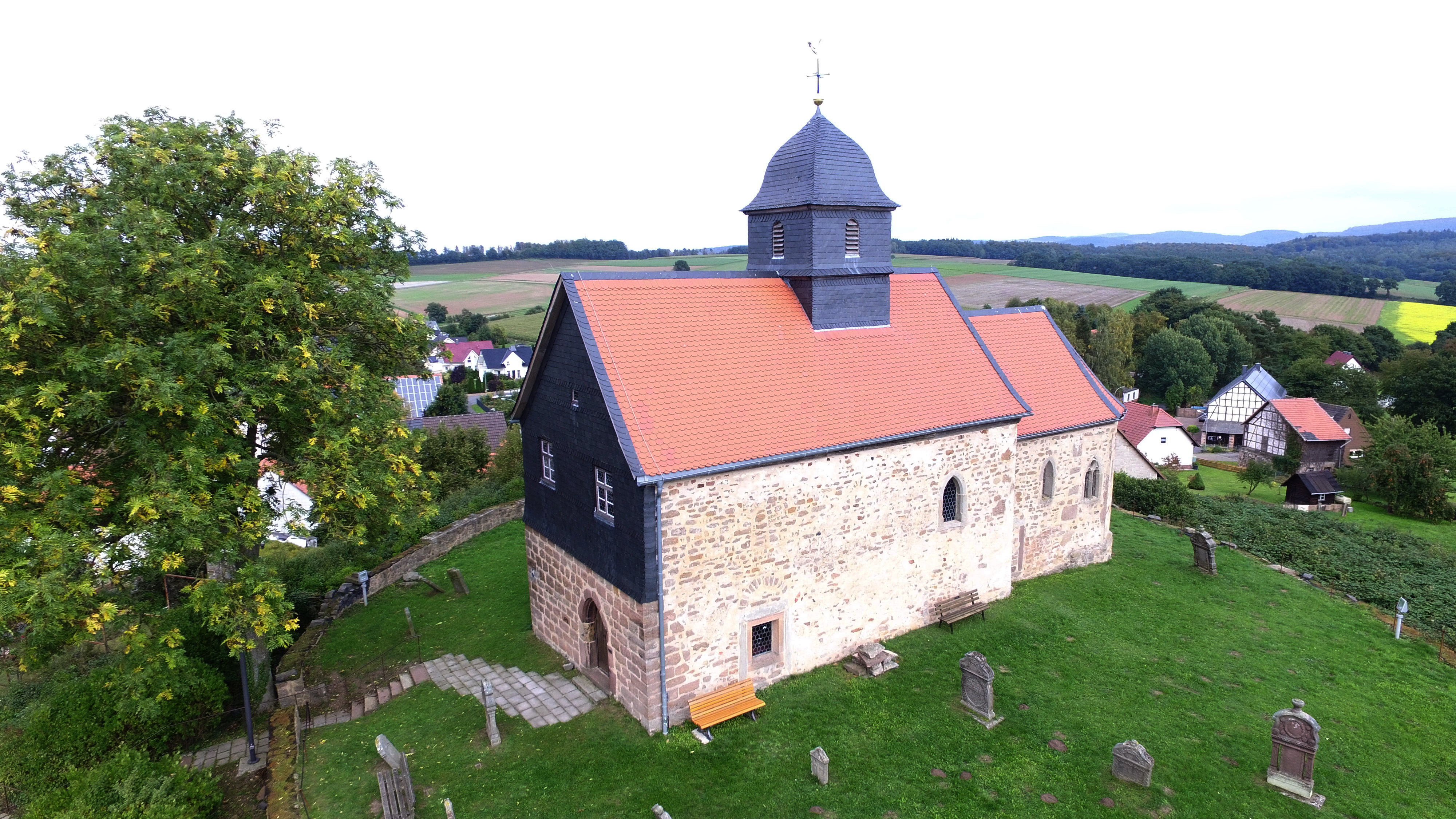
Kapelle Schönberg

Die erste christliche Kirche wurde um das Jahr 800 erbaut. Von ihr ist nur noch ein Bogenfenster im romanischen Stil vorhanden. Ein Neubau im gotischen Stil wurde am 22. Februar 1413 eingeweiht, worauf eine Inschrift auf einem nahen Gehöft hinweist. 300 Jahre später war auch dieses Gotteshaus baufällig geworden. Dank großzügiger Unterstützung durch die Gemeinde und den Landgrafen Wilhelm VII. konnte 1754 die neue barocke Kirche eingeweiht werden. Die Kirchenglocken stammen aus den Jahren 1350, 1430 und 1755. Die Kirchenorgel stammt aus dem Jahr 1770 und war eine Stiftung des kinderlosen Bauern Adam Michel.
1526 wurde Schrecksbach mit der Einführung der Reformation in der Landgrafschaft Hessen protestantisch.
1933 kam es zu Misshandlungen der einzigen ortsansässigen jüdischen Familie Spier durch SA-Männer aus der Stadt Alsfeld.
Für die Gottesdienste der mehrheitlich katholischen sudetendeutschen Zuwanderer nach dem Ende des Zweiten Weltkriegs wurde zunächst die evangelische Kirche genutzt, bis 1950 auch eine eigene katholische Kirche geweiht werden konnte.
Historische Religionszugehörigkeit
| Quelle: Historisches Ortslexikon | |
| • 1861:                          | 061 evangelisch-reformierte, 3 evangelisch-lutherische, 13 jüdische, ein römisch-katholischer Einwohner |
| • 1885:                          | 763 evangelische (= 98,58 %), ein katholischer (= 0,13 %), 10 jüdische (= 1,29 %) Einwohner             |
| • 1961:                          | 1247 evangelische (= 92,23 %), 126 katholische (= 9,12 %) Einwohner                                     |
| • 1987:                          | 2906 evangelische (= 90,81 %), 251 katholische (= 7,84 %), 43 sonstige (= 1,34 %) Einwohner             |
| • 2011:                          | 2768 evangelische (= 84,88 %), 246 katholische (= 7,54 %), 247 sonstige (= 7,57 %) Einwohner            |

## Politik

### Gemeindevertretung
Die Kommunalwahl am 14. März 2021 lieferte folgendes Ergebnis, in Vergleich gesetzt zu früheren Kommunalwahlen:
| Gemeindevertretung – Kommunalwahlen 2021                                                                    | Gemeindevertretung – Kommunalwahlen 2021                    |
| --- | ----------------------------------------------------------- |
| Stimmenanteil in % Wahlbeteiligung 56,1 % 6050403020100 53,5 (+5,0)28,1 (−0,7)18,5 (−4,1) SPDUWGCDU20162021 | SitzverteilungInsgesamt 17 Sitze - SPD: 9 - UWG: 5 - CDU: 3 |

| Parteien und Wählergemeinschaften | Parteien und Wählergemeinschaften           | % 2021 | Sitze 2021 | % 2016 | Sitze 2016 | % 2011 | Sitze 2011 | % 2006 | Sitze 2006 | % 2001 | Sitze 2001 |
| --------------------------------- | ------------------------------------------- | ------ | ---------- | ------ | ---------- | ------ | ---------- | ------ | ---------- | ------ | ---------- |
| SPD                               | Sozialdemokratische Partei Deutschlands     | 53,5   | 9          | 48,5   | 8          | 49,4   | 9          | 46,5   | 11         | 50,9   | 12         |
| UWG                               | Unabhängige Wählergemeinschaft              | 28,1   | 5          | 28,8   | 5          | 25,8   | 4          | 23,2   | 5          | 16,0   | 4          |
| CDU                               | Christlich Demokratische Union Deutschlands | 18,5   | 3          | 22,6   | 4          | 24,8   | 4          | 17,3   | 4          | 19,7   | 4          |
| FWG                               | Freie Wählergemeinschaft                    | —      | —          | —      | —          | —      | —          | 13,0   | 3          | 13,5   | 3          |
| Gesamt                            | Gesamt                                      | 100,0  | 17         | 100,0  | 17         | 100,0  | 17         | 100,0  | 23         | 100,0  | 23         |
| Wahlbeteiligung in %              | Wahlbeteiligung in %                        | 56,1   | 56,1       | 59,5   | 59,5       | 57,7   | 57,7       | 54,8   | 54,8       | 69,3   | 69,3       |

### Unregelmäßigkeiten und Neuwahl
Das Verwaltungsgericht Kassel erklärte nach einer eingegangenen Klage am 30. August 2012 die Wahl zum Gemeindeparlament im Wahlkreis 1 (Schrecksbach) für ungültig, da Unregelmäßigkeiten festgestellt wurden. Das Gericht ordnete eine Neuwahl im Wahlkreis 1 innerhalb von vier Monaten an. Aufgrund des engen Ausgangs der ursprünglichen Wahl könnte die Neuwahl eine Veränderung der Mehrheitsverhältnisse im Gemeindeparlament mit sich bringen.

### Bürgermeister
Nach der hessischen Kommunalverfassung wird der Bürgermeister für eine sechsjährige Amtszeit gewählt, seit dem Jahr 1993 in einer Direktwahl, und ist Vorsitzender des Gemeindevorstands, dem in der Gemeinde Schrecksbach neben dem Bürgermeister ehrenamtlich ein Erster Beigeordneter und fünf weitere Beigeordnete angehören. Bürgermeister ist seit dem 1. Mai 2024 Daniel Helwig (SPD), der in der Kommunalpolitik bis dahin Fraktionsvorsitzender seiner Partei war. Er wurde als Nachfolger von Andreas Schultheis, der nach zwei Amtszeiten nicht wieder kandidiert hatte, am 3. Dezember 2023 im ersten Wahlgang bei 70,13 Prozent Wahlbeteiligung mit 60,02 Prozent der Stimmen gewählt.
Amtszeiten der Bürgermeister
- 2024–2030 Daniel Helwig (SPD)[24]
- 2012–2024 Andreas Schultheis[25]
- 1989–2011 Erich Diehl (SPD)[28]

### Ortsbeiräte
Folgende Ortsbezirke mit Ortsbeirat und Ortsvorsteher, nach Maßgabe der §§ 81 und 82 HGO und des Kommunalwahlgesetzes in der jeweils gültigen Fassung, gibt es im Gemeindegebiet:
- Ortsbezirk Schrecksbach (Gebiete der ehemaligen Gemeinde Schrecksbach). Der Ortsbeirat besteht aus sieben Mitgliedern.
- Ortsbezirk Holzburg (Gebiete der ehemaligen Gemeinde Holzburg). Der Ortsbeirat besteht aus fünf Mitgliedern.
- Ortsbezirk Röllshausen (Gebiete der ehemaligen Gemeinde Röllshausen mit den Ortsteilen Schönberg und Trockenbach). Der Ortsbeirat besteht aus 7 Mitgliedern.
- Ortsbezirk Salmshausen (Gebiete der ehemaligen Gemeinde Salmshausen). Der Ortsbeirat besteht aus drei Mitgliedern.

Der Ortsbeirat wählt eines seiner Mitglieder zum Ortsbeirat bzw. zur Ortsbeirätin.
Bei den Kommunalwahlen in Hessen 2021 betrug die Wahlbeteiligung zum Ortsbeirat Schrecksbach 54,53 %. Es erhielten die SPD mit 68,19 % der Stimmen fünf Sitze und die CDU mit 31,38 % zwei Sitze. Der Ortsbeirat wählte Ingo Steinbrecher (SPD) zum Ortsvorsteher.

## Kultur
Im Ortsteil Schönberg befindet sich das Kulturdenkmal Kapelle Schönberg.
Schrecksbach und insbesondere Röllshausen waren Wohnort einiger Mitglieder der Willingshäuser Malerkolonie.
Die Band The Petards stammt ursprünglich aus Schrecksbach und spielten auch in der dortigen Diskothek Mylord. Die Wald Beat Show von 1967 in Schrecksbach kann als ein Vorläufer des Burg-Herzberg-Festivals angesehen werden.

## Sport
Der Ort verfügt mit dem Metzenbergstadion, das vom VfB Schrecksbach genutzt wird und der Motocross-Rennstrecke „Rund am Bodenrain“ über vergleichsweise große Sportanlagen. Die vom Motorsportclub Schrecksbach (MCS) genutzte Motocross-Strecke existiert seit 1966 und war in den Jahren 1975 und 1977 Austragungsort des Großen Preises von Deutschland als Teil der FIM-Motocross-Weltmeisterschaft.

## Wirtschaft und Infrastruktur

### Unternehmen
In Schrecksbach befindet sich ein großes Beton-Fertigteilwerk.

### Verkehr
Der öffentliche Personennahverkehr wird durch den Nordhessischen Verkehrsverbund organisiert. Das Gemeindegebiet wird durch Buslinien erschlossen und an die Bahnhöfe Treysa (Intercity-Haltepunkt) und Alsfeld angebunden.
Westlich des Ortes verläuft die Bundesstraße 254, in Form einer Ortsumgehung. Durch den Ort verläuft der Hessische Radfernweg R4 und der Schwalm-Radweg.

## Persönlichkeiten

### In Schrecksbach geboren
- Friedrich Scheffer (1800–1879), kurhessischer Innenminister
- Wilhelm Scheffer (1803–1883), Theologe, Geistlicher und Hochschullehrer
- Hans-Dieter Diehl (1941–2012), Fußballspieler
- Horst Ebert (1943–2014), Musiker
- Hans-Dieter Diehl (* 1951),  Fußballspieler
- Elisabeth Apel (* 1958), Hessische Landtagsabgeordnete
- Frank Schmidt-Döhl (* 1963), im Ortsteil Salmshausen geborener  Mineraloge, Baustoffwissenschaftler und Autor
- Sören Gonther (* 1986), Fußballspieler

### Mit Schrecksbach verbunden
- Johann Georg Meyer (1813–1886), Maler, betrieb seit 1841 Studien in Schrecksbach
- Emil Beithan (1878–1955), Maler, lebte und verstarb in Schrecksbach
- Berndt Schulz (* 1942), Schriftsteller, lebt seit 2015 in Schrecksbach